# Partido de Tres Arroyos
Tres Arroyos es uno de los 135 partidos de la provincia de Buenos Aires, Argentina. Su cabecera es la ciudad de Tres Arroyos.
Cuenta con el atractivo turístico de 100 km de acceso a las playas del Mar Argentino a lo largo de los balnearios Claromecó, Reta y Orense.
Se divide en 12 cuarteles con una superficie de 596 288 ha. Es mayormente una llanura ondulada, con una altura media de 108 m s. n. m. y separada del Mar Argentino por una cadena de dunas de hasta mil metros de ancho.
Limita al norte con los partidos de Adolfo Gonzales Chaves y Coronel Pringles, al este con el partido de San Cayetano, al oeste con el partido de Coronel Dorrego y al sur con el Océano Atlántico.

## Morfogeología

### Suelo
La tierra es negra, rica en humus sobre depósitos loésicos, con algunos sectores arenosos. Contiene abundante porcentaje de materia orgánica lo que le confiere gran potencial productivo.

### Relieve
En su mayor parte la superficie del partido es un área semiondulada, con algunas elevaciones hacia el oeste, inmersa en la región interserrana meridional y hacia el sur en la amplia región dunícola costera.

### Hidrografía
Surcan el partido el río Quequén Salado, que constituye el límite natural con los partidos de Coronel Dorrego y Coronel Pringles, el arroyo Cristiano Muerto, límite natural con el partido de San Cayetano, los arroyos Orellano, Seco y del Medio, que forman el arroyo Claromecó, desembocando en el Mar Argentino. Numerosas lagunas y espejos de agua completan el panorama hidrográfico.

### Flora
Vegetación natural, diversa en general y de poca altura, manzanilla, cardo, paja brava, duraznillo blanco y negro, gramilla blanca y dulce, trébol y flechilla.
Entre los árboles implantados por el hombre predominan los eucaliptos, pinos, acacias, sauces y álamos.

### Fauna
Las aves más representativas son: perdiz, perdiz copetona, flamenco rosado, garza, cigüeña, ñandú, cisne de cuello negro, chimango, cuervo, loro barranquero, carancho, garza, colibrí, gaviota, tero, paloma torcaza, pájaro carpintero, golondrina, benteveo, albatro pico amarillo, zorzal, tordo, gorrión, jilguero, bandurria, hornero, y cardenal. 
Entre los mamíferos: liebre, mulita, zorro gris, vizcacha, peludo, cuis, hurón, zorrino, nutria y comadreja. 
En la fauna acuática se pueden citar: bagre, lagarto obero dientudo, mojarras (arroyos), pejerrey (mar, río, lagunas), corvina, chucho, pescadilla, gatuzo, mero, sargo y raya.

## Localidades
Población según censo 2022.
- Tres Arroyos: 52 199 habs.
- Claromecó: 2442 habs.
- Orense: 2180 habs.
- Copetonas: 1128 habs.
- San Francisco de Bellocq: 614 habs.
- San Mayol: 477 habs.
- Micaela Cascallares (Est. Cascallares): 400 habs.
- Reta: 395 habs.
- Balneario Orense: 103 habs.
- Barrow (Villa Rodríguez): 48 habs.
- Lin Calel: censada como población rural dispersa.
- La Sortija: censada como población rural dispersa.
- Estación Las Vaquerías: censada como población rural dispersa.
- Estación Claudio Molina: censada como población rural dispersa.
- Zona rural: 1903 habs.

## Demografía
Según los resultados definitivos del censo de 2022 la población del partido alcanza los 62.426 habitantes.

### Estructura
La población se encuentra repartida en 32 101 mujeres y 30 525 hombres, con un índice de masculinidad de 94,4 hombres por cada 100 mujeres. 
La edad mediana de la población es de 37 años (39 años entre las mujeres y 36 años entre los hombres).
El 16,3% de la población tiene más de 65 años (frente al 15,9% en 2010), y el 4,2% de la población tiene más de 80 años (frente al 4,3% en 2010)

### Salud y educación
El 70,8% de la población tiene al menos un tipo de cobertura de salud. 
Unas 18 393 personas asisten a algún tipo de establecimiento educativo de cualquier nivel y unas 8 628 personas tienen un título terciario o superior (13,8% sobre el total de la población). La tasa de alfabetización es del 99,8

### Migraciones
De las personas residentes en el partido, unas 6 080 (9,7% del total de población) nacieron en otra provincia, y unas   834 (1,3% del total de población) lo hicieron fuera del país, siendo los grupos de inmigrantes más numerosos los provenientes de:
- Chile: 173 personas
- Paraguay: 124 personas
- Italia: 99 personas
- Bolivia: 89 personas
- España: 65 personas

### Hogares
En el partido hay un total de 33 813 viviendas  y 24 978 hogares. 
En cuanto al régimen de tenencia y regularidad de la propiedad de las viviendas, el 63,3% es propia, el 22,0% es alquilada, el 6,3% es cedida o prestada, y el resto se encuentra en otra situación.
Sobre el total de hogares, 22 936 (91,8% del total) tiene acceso a red pública de agua corriente, 17 644 (70,6% del total) tiene desagüe y descarga a red pública cloacal, 18 665 (74,7% del total) tiene acceso a red pública de gas, y 20 629 (82,5% del total) tiene acceso a red de internet en la vivienda. 

## Historia
Como lo testimonia el yacimiento arqueológico de Arroyo Seco, hace diez mil años que el hombre anda merodeando por estas tierras.
Mapuches y tehuelches septentrionales fueron los que tomaron contacto con los primeros colonos llegados a la zona ya en el siglo XIX. José Cardiel, misionero jesuita, al frente de una columna de tres misioneros y cuatro ayudantes, que habían partido de la Reducción Nuestra Señora del Pilar, en cercanía de la Laguna de los Padres, parten hacia estas tierras el 6 de mayo de 1748, acampando a unas cinco leguas de la actual Claromecó, luego de atravesar el arroyo homónimo que bautizó Ascensión, se constituye en la primera avanzada europea sobre esta tierras, el 21 de mayo emprenden el regreso.
En 1796, las autoridades del virreinato ordenan una expedición que encomienda a Félix de Azara, la cual hizo un reconocimiento de la frontera Sur, observando puestos de fortines y de defensa a la vez que propone la entrega gratuita de las tierras del sur, para incrementar la población rural y ganar espacio a los indios y así, disputarse el ganado cimarrón, proveedor de cuero y sebo.
En 1820, el general Martín Rodríguez llega hasta 8 leguas al sur de las sierras de Tandilia, tomando contacto con las tolderías de Ancalfilú y Anepán, enfrentándose y precipitando su huida. 
En abril de 1823,  funda el Fuerte Independencia, base del Tandil actual; la provincia tenía 140 000 habitantes.
En 1824 al mando de una expedición de unos 3000 hombres, medio centenar de carretas y piezas de artillería, se dirige hacia el sur, pasando por las sierras de Barker y posteriormente sierra de la Ventana, con el propósito de fundar un pueblo donde hoy esta Bahía Blanca, proyecto que se frustra.
El 11 de abril de 1828, hace efectivo el proyecto el coronel Ramón Estomba, luego de atravesar los campos de Tres Arroyos y de acampar durante cinco días a la vera del arroyo Claromecó.
En 1833 es el brigadier Juan Manuel de Rosas quien se interna por estas tierras, de paso hacia las márgenes del río Colorado, estableciendo sendos convenios de paz, con los caciques Catriel y Cachul, jefes de las tolderías de Tapalqué y Azul.
En 1854 el coronel Benito Machado, jefe de los Guardias Nacionales con sede en la actual Lobería, en su plan de combate al indio, se dirige a Carhué, atravesando parte de los campos de esta zona.
En octubre de 1857, las fuerzas del coronel Machado se enfrentan a 1500 lanceros indígenas en los campos conocidos como “Sol de Mayo”, nombre de la Estancia del Cnel. Narciso del Valle y donde encontraría su muerte en 1849, este nombre fue dado al combate, campos en los cuales se establecería años después la estación de FFCC Ochandío, que puede tomarse como la piedra basal de Tres Arroyos.
En 1863 se instalaron Fortines en la margen izquierda del Arroyo Seco, muy cerca del nacimiento del arroyo Claromecó, se instala en 1865 el campamento Tres Arroyos, verdadero centro de operaciones en la lucha contra el indígena, ese campamento se ubicaría detrás del actual parque Cabañas.
Las fortificaciones, en muchos casos civiles, se instalaban en esquinas de campo, estancias y servían además, como postas de galeras. En una de ellas, la “Santa Isabel”, siete leguas al sur de nuestra ciudad, comienza a funcionar en 1870 el juzgado de paz y allí tuvieron asiento las primeras autoridades del Partido.
En julio de 1865 Machado insiste ante las autoridades en la necesidad de “Establecer un centro de población” en esta zona. El 8 de abril se dicta el decreto de la fundación de dos pueblos: Loberia y Tres Arroyos; el 13 de diciembre, el decreto se anula y la idea no prospera.
Sí prospera, por iniciativa del gobernador Mariano Saavedra (hijo de Don Cornelio Saavedra), la creación, el 19 de julio de 1865, de 27 partidos, entre ellos el de Tres Arroyos; y el 1° de enero de 1866 se decide que los jueces de paz, tomen a su cargo las distintas jurisdicciones.
Así, Don Alberto Márquez designado juez de Paz de Necochea, tiene adscripto al partido de Tres Arroyos. El 31 de marzo se designa a Don Benigno Macías, como primer juez de Paz de Tres Arroyos, si bien renuncia a su cargo, siendo reemplazado por Samuel Rosetti, quien instaló su despacho en la Estancia “Santa Catalina” en Cristiano Muerto donde permanece hasta 1871.
Mientras tanto, la lucha con el indio no ceja, así se informa de invasiones y pérdidas, una de ellas con fecha 12 de diciembre de 1875, informa que los indios se alzaron 60 000 vacunos, 40 000 yeguas, 20 000 ovinos, mataron a 51 vecinos y se llevaron familias en cautiverio. Pero, poco a poco, la lucha iría llegando a su fin.

## Intendentes municipales desde 1983
| Intendente             | Mandato                                           | Partido | Partido | Alianza | Alianza |
| ---------------------- | ------------------------------------------------- | ------- | ------- | ------- | ------- |
| Jorge Roberto Foulkes  | 10 de diciembre de 1983 - 10 de diciembre de 1987 |         | UCR     |         | —       |
| Raúl Correa            | 10 de diciembre de 1987 - 10 de diciembre de 1991 |         | PJ      |         | FREJURE |
| Fernando Ricci         | 10 de diciembre de 1991 - 10 de diciembre de 1995 |         | PJ      |         | FREJUFE |
| Carlos Hugo Aprile     | 10 de diciembre de 1995 - 10 de diciembre de 1999 |         | MVTA    |         | —       |
| Carlos Hugo Aprile     | 10 de diciembre de 1999 - 10 de diciembre de 2003 |         | MVTA    |         | —       |
| Carlos Alberto Sánchez | 10 de diciembre de 2003 - 10 de diciembre de 2007 |         | MVTA    |         | —       |
| Carlos Alberto Sánchez | 10 de diciembre de 2007 - 10 de diciembre de 2011 |         | MVTA    |         | —       |
| Carlos Alberto Sánchez | 10 de diciembre de 2011 - 10 de diciembre de 2015 |         | MVTA    |         | —       |
| Carlos Alberto Sánchez | 10 de diciembre de 2015 - 10 de diciembre de 2019 |         | MVTA    |         | —       |
| Carlos Alberto Sánchez | 10 de diciembre de 2019 - 10 de diciembre de 2023 |         | MVTA    |         | —       |
| Pablo Humberto Garate  | 10 de diciembre de 2023 - En el cargo             |         | FR      |         | UP      |